# Gammams-Friedhof
Der Gammams-Friedhof (englisch Gammams Cemetery) ist der Hauptfriedhof der namibischen Hauptstadt Windhoek. Auf ihm befindet sich eines von zwei Krematorien Namibias. Er verfügt auch über eine Kapelle und schließt den jüdischen Friedhof sowie den Baha’i-Friedhof mit ein. Seine Fläche beträgt etwa 24,4 Hektar.
Der Friedhof wurde 1904 zu Zeiten Deutsch-Südwestafrikas eingerichtet. Massive Engpässe an verfügbaren Grabplätzen gab es Mitte 2021 aufgrund der COVID-19-Pandemie in Namibia. Es wurden kurzfristig neue Grabstätten durch eine Umgestaltung geschaffen.

## Gräber bekannter Personen
- Heinrich Gathemann (1867–1936)
- Jack Louis Levinson (1910/1916–1989)
- Olga Levinson (1918–1989)
- August Stauch (1878–1947)
- Hellmut Stauch (1910–1970)